# Ivan Martinka
Ivan Martinka (ur. 4 kwietnia 1972 w Bratysławie) – słowacki aktor teatralny, filmowy i telewizyjny. W Polsce znany głównie jako Tomasz Uhorczyk z filmu Agnieszki Holland i Kasi Adamik Janosik. Prawdziwa historia (2009).

## Życiorys
W 1992 wystąpił w Paryżu w luźnej adaptacji scenicznej prozy Daniela Heviera O Ufíku (O Ufíkovi). W 1994 w Mediolanie współpracował z kolońskim teatrem pantomimy Milana Sládka grając w sztuce Fantasie Varieté. Przez dwa sezony był członkiem Państwowego Teatru Lalkowego w Bratysławie.
W 1995 ukończył studia na Wydziale Lalkarskim Wyższej Szkole Sztuk Muzycznych (VŠMU) w Bratysławie.

## Filmografia

### Filmy fabularne
- 2000: Pejzaż (Krajinka) jako Vojtech 'Vojto' Vrzgula
- 2002: Pochodzenie świata (Původ sveta)
- 2005: Słoneczne miasto (Sluneční stát) jako Tomás
- 2008: Niebo, piekło... ziemia (Nebo, peklo... zem) jako Peter
- 2009: Janosik. Prawdziwa historia jako Tomasz Uhorczyk

### Filmy TV
- 2000: Przeklęty niech będzie sługą miłości (Prekliaty služobník lásky)
- 2000: Tęczowa pani (Duhová panna)
- 2002: Kwiat szczęścia (Kvet šťastia)
- 2011: Ogień (Hasici) jako Martin

### Seriale TV
- 2005: Ratownik (Záchranári) jako Peter
- 2009: Chirurgia w różowym ogrodzie (Ordinácia v ruzovej záhrade)
- 2011: Doktor ludzki (Dr. Ludsky)